# Campeonato Mundial de Atletismo Júnior de 2010 - 5000 m feminino
A prova dos 5000 metros rasos feminino do Campeonato Mundial de Atletismo Júnior de 2010 ocorreu no dia 21 de julho em Moncton, no Canadá. 

## Recordes
Antes desta competição, os recordes mundiais e do campeonato nesta prova eram os seguintes:
|     | Nome             | Nacionalidade | Tempo    | Local    | Data                |
| --- | ---------------- | ------------- | -------- | -------- | ------------------- |
| WJR | Tirunesh Dibaba  | Etiópia       | 14:30.88 | Bergen   | 11 de junho de 2004 |
| CR  | Meselech Melkamu | Etiópia       | 15:21.52 | Grosseto | 13 de julho de 2004 |

Os seguintes recordes mundiais ou do campeonato foram estabelecidos durante esta competição: 
| Data        | Evento | Nome           | Nacionalidade | Tempo    | Notas                 |
| ----------- | ------ | -------------- | ------------- | -------- | --------------------- |
| 21 de julho | Final  | Genzebe Dibaba | Etiópia       | 15:08.06 | Recorde do campeonato |

## Medalhistas
| Ouro                 | Prata               | Bronze                     |
| Genzebe Dibaba (ETH) | Mercy Cherono (KEN) | Alice Aprot Nawowuna (KEN) |

## Cronograma
Todos os horários são locais (UTC-4).
| Data        | Hora  | Evento |
| ----------- | ----- | ------ |
| 21 de julho | 20:30 | Final  |

## Resultado

### Final
A prova final foi realizada no dia 21 de julho ás 20:30. 
| Posição           | Atleta               | Nacionalidade  | Tempo    | Notas                 |
| ----------------- | -------------------- | -------------- | -------- | --------------------- |
| Medalha de ouro   | Genzebe Dibaba       | Etiópia        | 15:08.06 | Recorde do campeonato |
| Medalha de prata  | Mercy Cherono        | Quênia         | 15:09.19 |                       |
| Medalha de bronze | Alice Aprot Nawowuna | Quênia         | 15:17.39 | Recorde pessoal       |
| 4                 | Tejitu Daba          | Bahrein        | 15:29.78 | NJR                   |
| 5                 | Ayuko Suzuki         | Japão          | 15:47.36 | Recorde pessoal       |
| 6                 | Emily Sisson         | Estados Unidos | 15:48.91 | Recorde pessoal       |
| 7                 | Karla Díaz           | México         | 15:56.12 | NJR                   |
| 8                 | Nanaka Izawa         | Japão          | 15:59.29 | Recorde da temporada  |
| 9                 | Afera Godfay         | Etiópia        | 16:14.28 | Recorde pessoal       |
| 10                | Federica Bevilacqua  | Itália         | 16:19.60 | Recorde pessoal       |
| 11                | Kate Avery           | Reino Unido    | 16:23.97 | Recorde da temporada  |
| 12                | Gulshat Fazlitdinova | Rússia         | 16:27.69 |                       |
| 13                | Goeun Yeum           | Coreia do Sul  | 16:49.18 |                       |
| 14                | Victoria Hanna       | Canadá         | 17:28.99 |                       |

Legenda
| Recorde mundial       | Recorde mundial (World record)               |                       | Recorde africano                      | Recorde africano (African) |                                           | Q | Classificado por posição (Qualified) |
| Recorde do campeonato | Recorde do campeonato (Championship record)  | Recorde da América    | Recorde da América (Americas)         | q                          | Classificado por melhor tempo (Qualified) |   |                                      |
| Melhor marca do ano   | Melhor marca do ano (World leading)          | Recorde asiático      | Recorde asiático (Asian)              | DNS                        | Não largou (Did not start)                |   |                                      |
| Recorde nacional      | Recorde nacional (National record)           | Recorde europeu       | Recorde europeu (European)            | DNF                        | Não terminou (Did not finish)             |   |                                      |
| Recorde pessoal       | Recorde pessoal do atleta (Personal best)    | Recorde da Oceania    | Recorde da Oceania (Oceania)          | DSQ / DQ                   | Desclassificado (Disqualified)            |   |                                      |
| Recorde da temporada  | Recorde da temporada do atleta (Season best) | Recorde sul-americano | Recorde sul-americano (South America) | NM                         | Sem marca (No mark)                       |   |                                      |